# توماس رينر
توماس رينر (بالألمانية: Thomas Renner)‏ هو منافس ألعاب قوى نمساوي، ولد في 24 ديسمبر 1967 في لينتس في النمسا.

## وصلات خارجية
- توماس رينر على موقع الاتحاد الدولي لألعاب القوى (الإنجليزية)
- توماس رينر على موقع أوليمبيديا (الإنجليزية)